# Niels Scheuneman
Niels Scheuneman (* 21. Dezember 1983 in Veendam) ist ein ehemaliger niederländischer Radrennfahrer.
Niels Scheuneman war bei den UCI-Straßen-Weltmeisterschaften 2001 in Lissabon erfolgreich. In der Kategorie der Junioren wurde er Dritter im Einzelzeitfahren und gewann Silber im Straßenrennen. Ab 2002 fuhr er bei Rabobank TT3, dem Nachwuchs-Team der Profi-Mannschaft. Im Frühjahr 2003 konnte er die U23-Wertung der Niedersachsen-Rundfahrt für sich entscheiden. Bei der Weltmeisterschaft in Hamilton gewann er Silber im Einzelzeitfahren der U23. Zur Saison 2004 wurde er dann Profi bei dem spanisch-belgischen Radsport-Team Relax-Bodysol. Nach einem Jahr wechselte er zurück ein seine Heimat zum ProTeam Rabobank. Ende April 2009 beendete er überraschend seine Karriere als Berufsradfahrer.

## Erfolge
2001
- Junioren-Weltmeisterschaft – Straßenrennen
- Junioren-Weltmeisterschaft – Einzelzeitfahren

2003
- Weltmeisterschaft (U23) – Einzelzeitfahren
- U23-Wertung Niedersachsen-Rundfahrt

2004
- Noord-Nederland Tour

2008
- eine Etappe Tour du Loir-et-Cher

## Teams
- 2002–2003 Rabobank TT3
- 2004 Relax-Bodysol
- 2005–2006 Rabobank
- 2007 Unibet.com
- 2008–2009 Krolstone Continental Team